# Francie na Zimních olympijských hrách 2014
Francii na Zimních olympijských hrách v roce 2014 reprezentovala výprava 116 sportovců ve 12 sportech.

## Medailisté
| Medaile | Jméno                                                                       | Sport                | Soutěž                  |
| ------- | --------------------------------------------------------------------------- | -------------------- | ----------------------- |
| Zlato   | Martin Fourcade                                                             | Biatlon              | Muži stíhací závod      |
| Zlato   | Martin Fourcade                                                             | Biatlon              | Muži vytrvalostní závod |
| Zlato   | Pierre Vaultier                                                             | Snowboard            | Muži snowboardcross     |
| Zlato   | Jean-Frédéric Chapuis                                                       | Akrobatické lyžování | Muži skikros            |
| Stříbro | Martin Fourcade                                                             | Biatlon              | Muži hromadný start     |
| Stříbro | Steve Missillier                                                            | Alpské lyžování      | Muži obří slalom        |
| Stříbro | Arnaud Bovolenta                                                            | Akrobatické lyžování | Muži skikros            |
| Stříbro | Marie Martinod                                                              | Akrobatické lyžování | Ženy U rampa            |
| Bronz   | Jean-Guillaume Béatrix                                                      | Biatlon              | Muži stíhací závod      |
| Bronz   | Coline Mattelová                                                            | Skoky na lyžích      | Ženy střední můstek     |
| Bronz   | Chloé Trespeuchová                                                          | Snowboard            | Ženy snowboardcross     |
| Bronz   | Jean-Marc Gaillard Maurice Manificat Robin Duvillard Ivan Perrillat Boiteux | Běh na lyžích        | Muži štafeta 4x10 km    |
| Bronz   | Kevin Rolland                                                               | Akrobatické lyžování | Muži U rampa            |
| Bronz   | Alexis Pinturault                                                           | Alpské lyžování      | Muži obří slalom        |
| Bronz   | Jonathan Midol                                                              | Akrobatické lyžování | Muži skikros            |